# 三宮麻由子
三宮 麻由子（さんのみや まゆこ、1966年11月27日 - ）は、日本のエッセイスト。
東京生まれ。本姓・馬場。幼くして視力を失う。上智大学仏文科卒、同大学院博士前期課程修了。外資系通信社勤務。2001年『そっと耳を澄ませば』で日本エッセイスト・クラブ賞受賞。09年点字毎日文化賞受賞。

## 著書
- 鳥が教えてくれた空 日本放送出版協会 1998.9 のちNHKライブラリー、集英社文庫
- そっと耳を澄ませば 日本放送出版協会 2001.2 のちNHKライブラリー、集英社文庫
- 目を閉じて心開いて ほんとうの幸せって何だろう 2002.6 (岩波ジュニア新書)
- きっとあなたを励ます「勇気の練習帳」 PHP研究所 2002.11
- いのちの音が聞こえる 海竜社 2003.8
- 幸福の羽音 佼成出版社 2004.4
- 時計を捨てよう 新しい私に生まれ変われるヒント 大和出版 2005.12
- 希望という贈りもの こころに花を咲かせるために 大和書房 2005.1
- ロング・ドリーム 願いは叶う 集英社 2005.2 のち文庫
- 福耳落語 日本放送出版協会 2006.7
- 音をたずねて 文藝春秋 2008.1
- おいしいおと 福音館書店 2008.12 (幼児絵本ふしぎなたねシリーズ)
- 人生を幸福で満たす20の方法 日本放送出版協会 2009.2 (生活人新書)
- でんしゃはうたう 福音館書店 2009.4 (幼児絵本ふしぎなたねシリーズ)
- 空が香る 文藝春秋 2010.1
- ルポエッセイ　感じて歩く　岩波書店、2012

## 参考
- 文藝年鑑